# Asociación Chilena de Conservación del Patrimonio Ferroviario
La Asociación Chilena de Conservación del Patrimonio Ferroviario (ACCPF) es una corporación cultural sin fines de lucro destinada a fomentar la preservación de material rodante y equipamiento de la infraestructura ferroviaria de Chile.

## Historia
La ACCPF fue fundada el 21 de diciembre de 1983 por un grupo de 45 profesionales y aficionados entusiastas del patrimonio ferroviario chileno. Obtuvo su personalidad jurídica y se aprobaron sus estatutos el 14 de febrero de 1986. Su secretario ejecutivo entre 1984 y 1986 fue Ian Thomson, quien también se desempeñó como su presidente hasta 1995.
Entre los primeros objetivos de la ACCPF estuvo el desarrollar proyectos turísticos con los trenes a vapor que habían quedado en desuso en las últimas décadas en el país. El primer recorrido turístico organizado por la asociación fue el «Tren de la Araucanía», que debutó el 12 de octubre de 1984 entre Temuco y Lonquimay encabezada por una locomotora Mikado y siete coches. Dichos servicios turísticos dejaron de correr a fines de los años 1990.
A fines de los años 1980 la asociación realizó gestiones para evitar la venta de los terrenos que conformaban la Casa de Máquinas de Temuco, lo cual generó que fuera declarada Monumento Nacional en 1989. Actualmente el recinto se encuentra restaurado y alberga parte del Museo Nacional Ferroviario Pablo Neruda, que contiene varias piezas históricas del ferrocarril chileno.
En abril de 1992 se inició la publicación de la revista En Tren, órgano oficial de la ACCPF que había publicado 18 números hasta octubre de 2014, y que retomó sus ediciones en septiembre de 2020. La sede de Concepción publicó el boletín denominado El Autocarril entre junio de 1997 y junio de 2009.
En 1999 recibió el Premio de Conservación de Monumentos Nacionales, otorgado por el Consejo de Monumentos Nacionales de Chile (CMN). Hacia 2003 contaba con más de 300 socios, su sede central en Santiago y subsedes y filiales en Antofagasta, Quilpué, San Fernando (fundada en 1998), Concepción (que en agosto de 2017 se convirtió en la «Asociación Regional del Patrimonio Ferroviario»), Valdivia, Osorno y Puerto Varas.
A partir de 2011 ha gestionado junto con la Empresa de los Ferrocarriles del Estado la realización del Tren del Recuerdo, serie de recorridos turísticos realizados en material rodante que ha sido recuperado y restaurado por ambas instituciones; el primer viaje de dicho servicio ocurrió el 29 de mayo.